# MAKS (espaçonave)

O MAKS (russo: МАКС (Многоцелевая авиационно-космическая система)) é um sistema de lançamento reutilizáveis soviético cancelado. A nave deveria do projeto que foi proposto em 1988, mas cancelado em 1991. Ela seria usada para reduzir o custo do transporte de materiais para a órbita da Terra por um fator de dez. A nave reutilizável e seu tanque de combustível externo não seria reutilizáveis, era para ter sido lançada a partir do ar por um avião Antonov an-225, desenvolvido pela Antonov ASTC (Kiev, Ucrânia). Se tivesse sido construído, o sistema teria pesava 275 toneladas métricas, e teria sido capaz de transportar 7 toneladas métricas de carga útil.
Três variantes do sistema MAKS foram concebidos: MAKS-OS, a configuração padrão; MAKS-T, com capacidade de carga útil atualizado; e MAKS-M, uma versão que incluía seu tanque de combustível dentro do envelope do orbitador.
Em junho de 2010, a Rússia estava considerando em reviver o programa MAKS. Na Ucrânia este projeto tem desenvolvido em outros projetos veículos orbitais para se lançado do ar, como Svityaz e Oril.